# دورلینگ کیندرزلی
دورلینگ کیندرزلی (به انگلیسی: Dorling Kindersley، که به شکل مخفف DK نیز نوشته می‌شود) موسسه‌ای انتشاراتی در بریتانیا است که به چاپ و نشر کتاب‌های مرجع برای کودکان و بزرگ‌سالان در ۵۱ زبان گوناگون می‌پردازد. این موسسه بخشی از بنیاد پنگوئن رندوم هاوس است که پیشتر از یکی‌شدن دو گروه پنگوئن و راندم هاوس شکل گرفته‌بود.
این انتشارات در سال ۱۹۷۴ گشایش یافت و گسترهٔ وسیعی از موضوعات را از جمله سفر، هنر و صنایع دستی، کسب‌وکار، تاریخ، بازی، آشپزی، تاریخ طبیعی، و غیره پوشش می‌دهد. دورلینگ کیندرزلی همچنین کتاب‌هایی برای کودکان و خردسالان که موضوعات مورد علاقهٔ این گروه را پوشش می‌دهند چاپ می‌کند.